# الموسطه (تعز)
الموسطه هي إحدى قرى الجمهورية اليمنية. تتبع جغرافيا لمحافظة تعز وإداريًا لمديرية جبل حبشي. يبلغ تعداد سكانها 2930 نسمة حسب الإحصاء الذي أجري عام 2004.